# Rivière-Creuse
Pour les articles homonymes, voir Creuse.
Rivière-Creuse est un hameau canadien de l'Est du Québec qui fait partie de la municipalité de Témiscouata-sur-le-Lac dans le secteur de Notre-Dame-du-Lac dans la MRC de Témiscouata au Bas-Saint-Laurent.

### Source en ligne
- Commission de toponymie du Québec : Rivière-Creuse